# Friktionskoefficient
Huvudartikel: Friktion

Friktionskraft och normalkraft

Friktionskoefficient, friktionstal, är i klassisk mekanik en dimensionslös storhet som beskriver friktion mellan fasta ämnen. Friktion är inte en materialegenskap. Experimentellt är förhållandet mellan friktionskraften och normalkraften ungefär konstant. Storheten brukar betecknas med den grekiska bokstaven μ. Om Ff och N är friktionskraft respektive normalkraft gäller alltså: 
{\displaystyle F_{f}=\mu N\,.}.

Friktionskraften beror på normalkraften eftersom den mikroskopiska kontaktytan ökar med tryck. Därför påverkas friktionskraften inte av att ställa ett föremål på högkant - på molekylnivå är det ungefär lika stor kontaktyta.
Vid konstant hastighet är den drivande kraften och friktionskraften i jämvikt med varandra. Olikt till exempel luftmotstånd är denna typ av dynamisk friktion ungefär oberoende av hastighet. Normalt är dock den statiska friktionskoefficienten betecknad μs, d.v.s. när ytorna inte rör sig i förhållande till varandra,  motsvarande den s.k. vilofriktionen, större än glidfriktionen vilket kan ha stor betydelse för olika konstruktioner där man är beroende av en någorlunda jämn friktionskraft.
Friktionstalet kan sägas vara ett mått på hur sträva olika ytor är mot varandra. För trä mot trä är friktionstalet 0,3-0,6 medan det mellan exempelvis stål och is är 0,01. Helt friktionsfria förhållanden finns inte i vardagslivet.
Den statiska friktionskoefficienten kan bestämmas med hjälp av ett lutande plan. Om man ökar planets vinkel α, gäller att μs = tan α när föremålet börjar glida.